# Colloredo di Monte Albano
Colloredo di Monte Albano (friülà Colorêt di Montalban) és un municipi italià, dins de la província d'Udine. L'any 2007 tenia 2.162 habitants. Limita amb els municipis de Buja, Cassacco, Fagagna, Majano, Moruzzo, Pagnacco, Rive d'Arcano, Treppo Grande i Tricesimo.

## Administració
| Període | Identitat       | Partit           |
| ------- | --------------- | ---------------- |
| 2004-   | Ennio Benedetti | Progetto Insieme |